# Poltys corticosus
Poltys corticosus är en spindelart som beskrevs av Pocock 1898. Poltys corticosus ingår i släktet Poltys och familjen hjulspindlar. Inga underarter finns listade i Catalogue of Life.